# مردخاي ريشلر
مردخاي ريشلر (27 يناير 1931 – 3 يوليو 2001) كان كاتبًا كنديًا. تعتبر روايتا «التدريب المهني لدودي كرافتز» (1959) و«نسخة بارني» (1997) أشهر أعماله الأدبية. كانت روايتا «فارس القديس أوربيان» (1970) و«سولومون غورسكي كان هنا» (1989) في القائمة النهائية للروايات المرشحة لجائزة بوكر. يُعرف ريشلر أيضًا كونه كاتب سلسلة «جاكوب اثنان اثنان معًا» الخيالية للأطفال. بالإضافة إلى رواياته، كتب ريشلر العديد من المقالات حول الجالية اليهودية في كندا، وحول القومية الكندية وقومية كيبيك. ولّدت مجموعة مقالات «آهٍ يا كندا! آهٍ أيها الكيبيك!» (1992)، التي تدور حول القومية ومعاداة السامية، جدلًا كبيرًا.

## سيرته الذاتية

### النشأة وتعليمه
وُلد ريشلر في 27 يناير 1931، وهو ابن ليلي (ني روزنبرغ) وموسى إسحاق ريشلر، وهو تاجر في ساحة خردة، ترعرع في شارع سانت أوربين في منطقة مايل إند في مونتريال بكيبيك. تعلم اللغة الإنجليزية والفرنسية واليديشية وتخرج من مدرسة بارون بينغ الثانوية. التحق ريشلر بكلية السير جورج ويليامز (جامعة كونكورديا الآن) للدراسة، لكنه لم يكمل دراسته هناك. بعد سنوات، نشرت والدة ريشلر سيرة ذاتية بعنوان «الرسول المأمور: مذكرات ابنة حاخام»، والتي تناقش فيها ولادة مردخاي وتربيته، والعلاقة المعقدة بينهما في بعض الأحيان. (كان جد مردخاي ريشلر ووالد ليلي ريشلر هو الحاخام يهودا يودل روزنبرغ، وهو حاخام مشهور في كل من بولندا وكندا ومؤلف غزير للعديد من النصوص الدينية، بالإضافة إلى أعمال خيالية دينية وغير خيالية في العلوم والتاريخ موجهة للمجتمعات الدينية).
انتقل ريشلر إلى باريس في سن التاسعة عشرة، عاقدًا العزم على اتباع خطى الجيل السابق من الأدباء المنفيين، أو ما يسمى بالجيل الضائع في عشرينيات القرن العشرين، وكان الكثير منهم من الولايات المتحدة.

### مسيرته
عاد ريشلر إلى مونتريال في عام 1952، وعمل لفترة وجيزة في هيئة الإذاعة الكندية، ثم انتقل إلى لندن في عام 1954. نشر سبعة من رواياته العشر، بالإضافة إلى الكثير من الكتابة الصحيفة، بينما كان يعيش في لندن.
عاد ريشلر إلى مونتريال في عام 1972خوفًا من «الابتعاد طويلًا عن جذور استيائه». وكتب مرارًا وتكرارًا عن مجتمع مونتريال الناطق باللغة الإنجليزية وخاصة عن حيّه السابق، وصوره في روايات متعددة.

### زواجه وأسرته
في إنجلترا، في عام 1954، تزوج ريشلر من كاثرين بودرو، وهي مطلقة فرنسية يهودية غير كندية وأكبر منه بتسع سنوات. في عشية زفافهما، التقى بفلورنس مان (ني وود) وأُغرم بها، وهي شابة أخرى غير يهودية تزوجت بعد ذلك من صديق ريشلر المقرب، وهو كاتب السيناريو ستانلي مان. 
بعد بضع سنوات طلق كل من ريشلر ومان زوجتيهما السابقتين وتزوج كل منهما زوجة الآخر، وتبنى ريشلر ابنها دانيال. أنجب الزوجان أربعة أطفال آخرين، هما: يعقوب ونوح ومارثا وإيما. ألهمت هذه الأحداث روايته «نسخة بارني».
توفي ريشلر بالسرطان في 3 يوليو 2001 عن عمر 70 عامًا. 
وكان أيضًا ابن عم ثانيًا للروائية نانسي ريشلر. 

## روابط خارجية
- مردخاي ريشلر على موقع IMDb (الإنجليزية)
- مردخاي ريشلر على موقع الموسوعة البريطانية (الإنجليزية)
- مردخاي ريشلر على موقع ميوزك برينز (الإنجليزية)
- مردخاي ريشلر على موقع أول موفي (الإنجليزية)
- مردخاي ريشلر على موقع قاعدة بيانات الأفلام السويدية (السويدية)
- مردخاي ريشلر على موقع إن إن دي بي (الإنجليزية)
- مردخاي ريشلر على موقع ديسكوغز (الإنجليزية)
- مردخاي ريشلر على موقع قاعدة بيانات الفيلم (الإنجليزية)